# Gare d'Ogeu-les-Bains
La gare d'Ogeu-les-Bains est une gare ferroviaire française de la ligne de Pau à Canfranc (frontière), située sur le territoire de la commune d'Ogeu-les-Bains, dans le département des Pyrénées-Atlantiques en région Nouvelle-Aquitaine.
Elle est mise en service en 1883 par la Compagnie des chemins de fer du Midi et du Canal latéral à la Garonne. C'est une halte ferroviaire de la Société nationale des chemins de fer français (SNCF), elle est desservie par des trains express régionaux TER Nouvelle-Aquitaine.

## Situation ferroviaire
Établie à 315 m d'altitude, la gare d'Ogeu-les-Bains, qui dépend de la région ferroviaire de Bordeaux, est située au point kilométrique (PK) 240,015 de la ligne de Pau à Canfranc (frontière) entre les gares de Buzy-en-Béarn et d'Oloron-Sainte-Marie, dont elle était séparée par la gare d'Escou aujourd'hui fermée. La ligne à voie unique n'est que partiellement exploitée, elle est fermée à la sortie de la gare de Bedous.

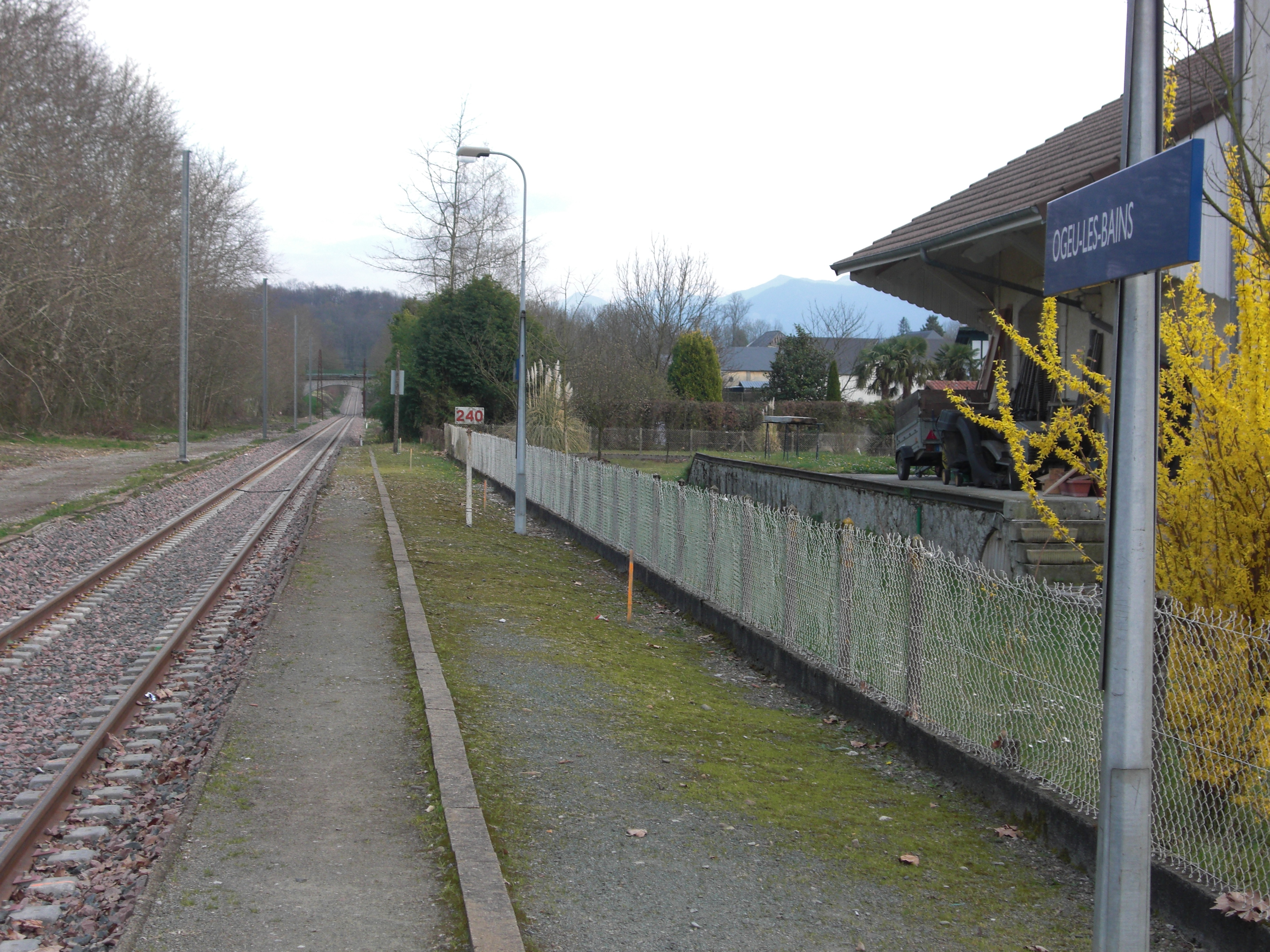
La voie et le quai de la halte, à droite l'ancienne halle aux marchandises.

Elle est équipée d'un seul quai d'une longueur utile de 220 m.

## Histoire
La Compagnie des chemins de fer du Midi et du Canal latéral à la Garonne met en service la gare lors de l'ouverture de la section de Buzy à Oloron-Sainte-Marie le premier septembre 1883.
L'ancien bâtiment voyageurs de la gare est devenu une propriété privée.
Depuis juillet 2022, les anciennes toilettes publiques ont été transformées en cabane à livre par l'association sports et loisirs du village.

## Service des voyageurs

### Accueil
Halte SNCF c'est un point d'arrêt non géré (PANG) à entrée libre, équipé d'un quai avec abri.

### Desserte
La gare est desservie par :
- La ligne TER 55 des trains TER Nouvelle-Aquitaine qui effectuent des missions entre les gares de Pau et Bedous. Ces trains sont terminus à Oloron-Sainte-Marie, Bidos ou Bedous. La gare a généré 14 763 voyageurs en 2024 soit 40 par jour[5]

### Intermodalité
La gare de Ogeu-les-Bains permet de faciliter l'intermodalité en réunissant différents modes de transports sur un même lieu.
- Parking gratuit (entre l'avenue d'Ossau et l'entrée de la halte)
- Parking à vélo (couvert, non sécurisé)
- Station de location de vélos